# Loxocerosoma psiloides
Loxocerosoma psiloides är en tvåvingeart som beskrevs av Verbeke 1968. Loxocerosoma psiloides ingår i släktet Loxocerosoma och familjen rotflugor.
Artens utbredningsområde är Kongo. Inga underarter finns listade i Catalogue of Life.